# Cartão fotográfico
O Cartão Fotográfico em 1990, tinha como definição um cartão de visita com uma alta definição de cores produzido através do processo fotográfico convencional, onde a arte era transformada em negativo e posteriormente ampliada em papel fotográfico.
Por volta do ano de 2000 as gráficas começaram a descobrir esse mercado de cartões de visitas coloridos e iniciaram a produção em grades, onde para se tornar um processo competitivo, fechava-se uma grade com vários cartões de diferentes clientes, e rodava-se em off-set com 4 cores (CMYK) todos os cartões. Ganhando dessa forma uma enorme economia de escala, em fotolitos, lavagem de máquina, horas máquina.
Atualmente, o método mais usado no Brasil para cartões coloridos é o sistema de grades feitos em off-set, graças a seu enorme apelo de economia de escala.